# Список дипломатических миссий Омана

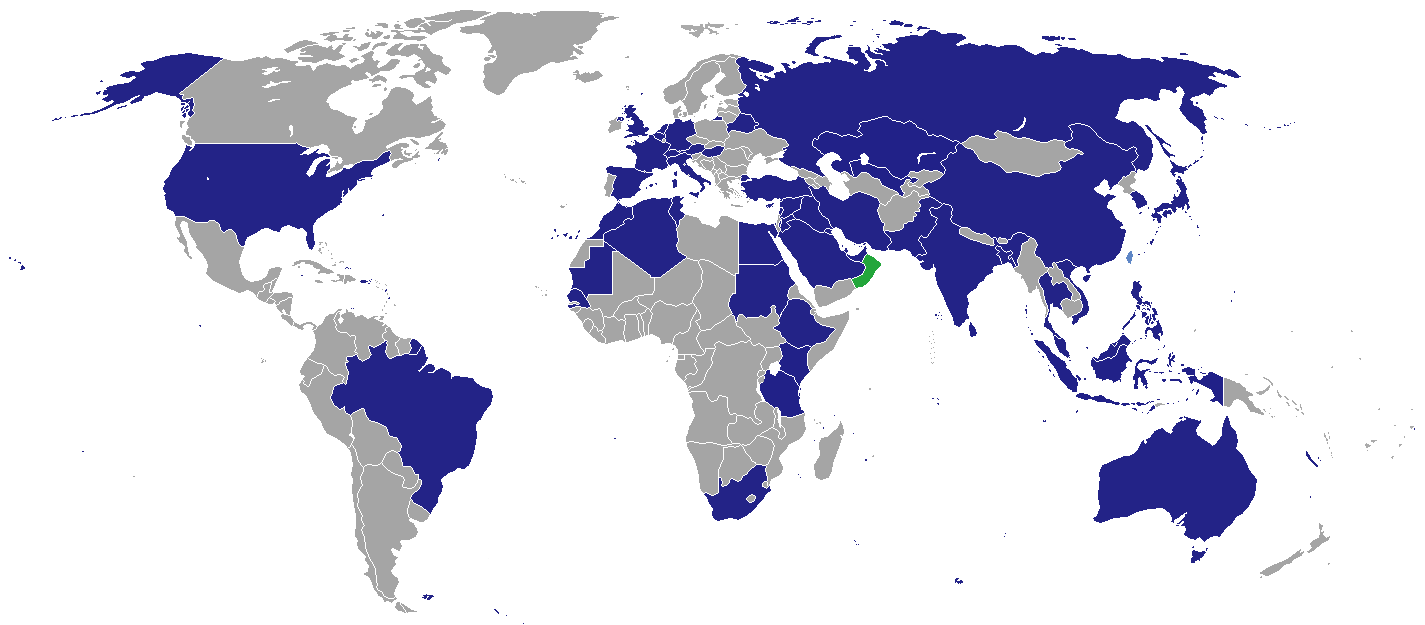

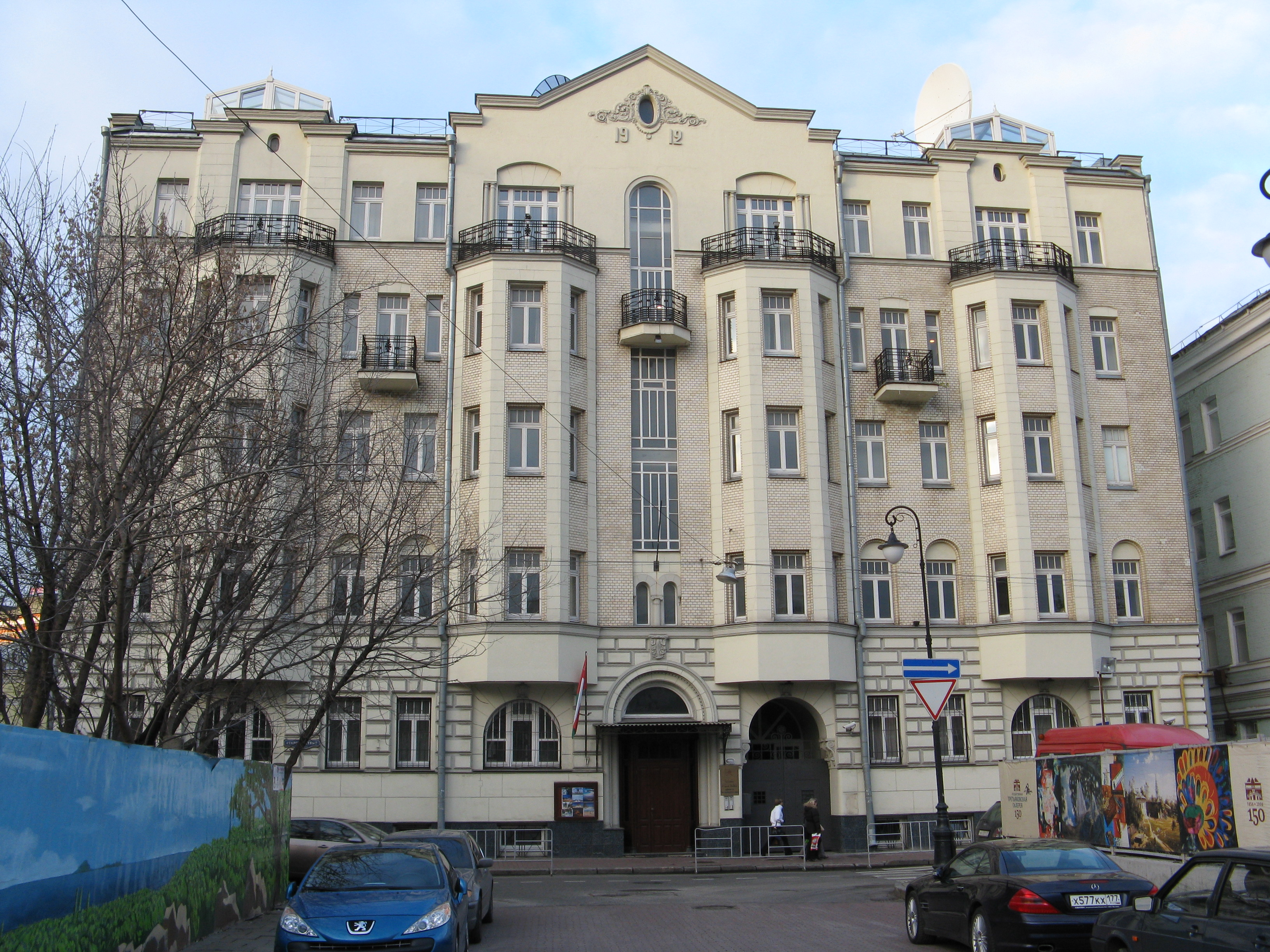
Посольство Омана в Москве

Список дипломатических миссий Омана — дипломатические представительства султаната Оман находятся преимущественно в странах Европы и в исламских государствах.

## Европа
- Австрия, Вена (посольство)
- Бельгия, Брюссель (посольство)
- Франция, Париж (посольство)
- Германия, Берлин (посольство)
- Италия, Рим (посольство)
- Нидерланды, Гаага (посольство)
- Россия, Москва (посольство)
- Испания, Мадрид (посольство)
- Великобритания, Лондон (посольство)

## Америка
- США, Вашингтон (посольство)

## Африка
- Алжир, Эль-Джазаир (посольство)
- Египет, Каир (посольство)
- Ливия, Триполи (посольство)
- Марокко, Рабат (посольство)
- ЮАР, Претория (посольство)
- Сенегал, Дакар (посольство)
- Судан, Хартум (посольство)
- Тунис, Тунис (посольство)

## Азия
- Бахрейн, Манама (посольство)
- Бруней, Бандар-Сери-Бегаван (посольство)
- Китай, Пекин (посольство)
- Индия, Нью-Дели (посольство)
- Иран, Тегеран (посольство)
- Япония, Токио (посольство)
- Иордания, Амман (посольство)
- Казахстан, Астана (посольство)
- Южная Корея, Сеул (посольство)
- Кувейт, Эль-Кувейт (посольство)
- Ливан, Бейрут (посольство)
- Малайзия, Куала-Лумпур (посольство)
- Пакистан, Исламабад (посольство)
  - Карачи (консульство)
- Катар, Доха (посольство)
- Саудовская Аравия, Эр-Рияд (посольство)
  - Джидда (консульство)
- Сирия, Дамаск (посольство)
- Турция, Анкара (посольство)
- ОАЭ, Абу-Даби (посольство)
- Йемен, Сана (посольство)
  - Аден (консульство)

## Океания
- Австралия, Мельбурн (консульство)

## Международные организации
- - Каир (постоянное представительство при ЛАГ)
  - Женева (постоянное представительство при учреждениях ООН)
  - Нью-Йорк (постоянное представительство при ООН)
  - Париж (постоянное представительство при ЮНЕСКО)
  - Рим (постоянное представительство при ФАО)
  - Вена (постоянное представительство при учреждениях ООН)